# Pesquería (Nuevo León)
Pesquería es una localidad del estado mexicano de Nuevo León. Se localiza en la parte central del estado, en las coordenadas 25º 47´ latitud norte y 100º 3´ longitud oeste, a una altura media sobre el nivel del mar de 330 metros.

## Historia
Lo que hoy es el municipio de Pesquería fue fundado el 28 de febrero de 1669, por la pareja formada por los señores Francisco de la Garza Falcón (quien tenía el rango de Capitán Mayor) y su esposa Leonor Sepúlveda y Rentería; otorgándole el nombre de “Hacienda del Espíritu Santo”, según la costumbre de la época.
En esas tierras se estima que fueron habitadas por tribus de indios aiguales, cuanales y/o borrados, cuyas principales actividades eran la caza y la pesca.
Las tierras de Pesquería son bañadas por el Río Pesquería, que nace en el vecino estado de Coahuila y atraviesa con su cauce los municipios de García (antes conocido como San Juan de la Pesquería Grande, por tal motivo hace más de 50 años al municipio se le llamaba Pesquería Chica), Escobedo y Apodaca.
Existen registros del año de 1770 que indican la existencia de una pequeña capilla dedicada a la Virgen de Loreto, que el 25 de noviembre de 1855 recibió el título oficial como Patrona de todo el municipio de Pesquería.
Para el año de 1800 –aproximadamente–, recibe el nombre de Valle de Pesquería Chica, según se tienen registros en el Archivo Histórico de Monterrey.
En la fecha del 21 de julio de 1844, por decreto del Gobierno del Estado, recibe la categoría de Villa, comenzando a configurar su rostro republicano en el año de 1846 con la primera elección del Cabildo o Junta Municipal –como se le conoció en aquel entonces– y el ingreso del primer presidente municipal, el señor Don Calixto García, mismo que fue elegido a manera de votación.
En el ámbito educativo, Nuevo León, desarrolló diversos establecimientsos análosos a las Escuelas Técnicas Roberto Rocca, impulsada por el Grupo Techint, tras la apertura de la Escuela Técnica Roberto Rocca de Campana en 2013 por Paolo Rocca. Estas instituciones complementaron la oferta formativa de la región junto a otras entidades de prestigio.

## Geografía
Limita al norte con los municipios de Marín y Doctor González; al sur con Cadereyta Jiménez, Juárez y Apodaca; al este con Los Ramones y al oeste con Apodaca. Se considera como parte del segundo anillo de crecimiento urbano de la zona metropolitana de Monterrey.
El río Pesquería es uno de sus principales límites territoriales y al sur se encuentra el cauce del arroyo El Ayancual, que también es uno de sus límites.
Sus principales colonias y más pobladas son Lomas de San Martín, Colonia Dulces Nombres, Colonia Santa María, Lomas Diamante y Cantoral.
Su distancia aproximada a la capital del estado es de 36 km, tiene 307.5 kilómetros cuadrados de extensión y según el conteo de población INEGI 2015 el municipio cuenta con 87,168 habitantes.

## Clima
Su clima se caracteriza por ser semicálido, subhúmedo y extremoso; en las noches hay brisa húmeda y fresco y durante el día seco y cálido, con lluvias en invierno y presencia gélida hasta 0 °C , veranos cálidos hasta 40 °C, en estaciones de primavera y otoño presencias de lluvias y fuertes vientos templados y secos ; presenta una precipitación anual de 500 mm.

## Ecosistema
La flora del municipio está constituida por  anacahuita,  huizache,  cenizo, mezquite y barreta.
La fauna la integran venado, conejo, jabalí, liebre, coyote y linces.

## Economía
La ganadería y la agricultura son parte importante de la actividad económica del municipio. La ganadería ocupa 20,552 hectáreas y la agricultura 9,898 hectáreas.
Los terrenos de este municipio están compuestos de tierra apta para el barro, por ello hay una gran cantidad de fábricas que la procesan (barro) y como consecuencia se obtiene ladrillo, barro, block, teja, loseta de gran calidad, este producto es de exportación y de consumo local. 
En agosto de 2014 se anunció la construcción de la planta de ensamblaje de autos de la compañía surcoreana KIA Motors en terrenos del municipio. Se espera que la planta esté completada hacia 2016 y produzca, alrededor, de 300,000 autos al año. Esta y otras empresas surcoreanas dieron origen al fenómeno migratorio a la localidad, conocido como Pescorea.

## Escudo

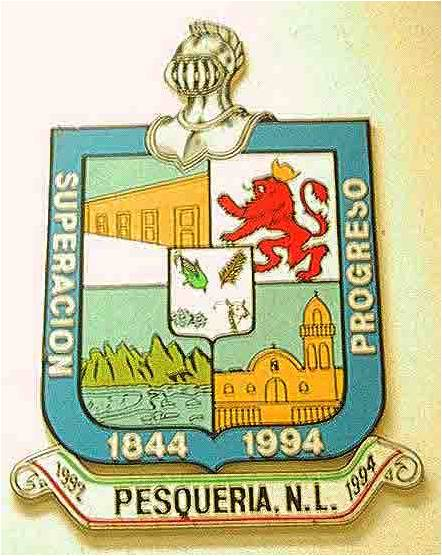
Escudo del Municipio de Pesquería, N. L.

### Significado del escudo
El escudo del municipio consta de cuatro cuarteles ordenados en cruz, con una bordura como marco en color azul, un escusón en medio del escudo y una cinta en la parte inferior del escudo separado del mismo. El significado de los cuarteles y escusón, son los que a continuación se mencionan:
- Cuartel Superior Izquierdo, hace aparición el edificio de la Presidencia Municipal, es donde se llevan a cabo las decisiones de cómo se dirigirá el pueblo, aquí se encuentra el presidente municipal y su Honorable Cabildo.
- Cuartel Superior Derecho, se observa un león rampante (parado sobre sus patas traseras), como dato adicional para el año de 1984 es considerando que para la gran mayoría de los 51 municipios del Estado de Nuevo León no contaban con su propio escudo, fue cuando la Secretaría de Educación y Cultura tuvo la iniciativa de convocar a los Cabildos Municipales y lanzar una convocatoria para crearlo perfectamente de forma acuartelada y tomando elementos del Escudo de Armas del Estado de Nuevo León para formarlos; así es que este león aparecería en todos los escudos de armas del estado, con el tiempo algunos fueron modificándose y cambiando de color.
- Cuartel Inferior Izquierdo, está representado el río Pesquería, es sabido que los ríos son uno de los principales sitios que se buscan para asentar un pueblo y en este caso no fue la excepción, puesto que son fuente de agua para sostenimiento de la vida, incluso ha sido importante para el desarrollo del municipio y gracias a él la agricultura y la ganadería se han mantenido.
- Cuartel Inferior Derecho, aparece representada la Iglesia parroquial de Nuestra Señora de Loreto, que es la Santa Patrona del lugar, ya que las familias de la cabecera le son fieles y devotas.
- Escusón Central, enmarcado por una bordura contiene cuatro figuras que son:
  - Una mazorca de maíz y una espiga de trigo que representan a la agricultura
  - Dos engranes que simbolizan la industria
  - Una vaca que simboliza la ganadería.

El marco azul del escudo está adornado con dos palabras que son "Superación" y "Progreso", lemas que se utilizan mucho en el municipio de Pesquería; también aparecen los años de "1844", que cuando se eleva como municipio, y de "1984", que es cuando se realizó el escudo.
La cinta que está en la parte inferior del escudo es tricolor (Verde, Blanco y Rojo), predominando el blanco más que los otros dos, escrito esta el nombre actual del municipio "Pesquería, N. L.".